# Fucoxanthine
Fucoxanthine is een carotenoïde, een gelige kleurstof. De naam is afgeleid uit het Grieks: phyktos (alg) en xanthos (geel). Het is dan ook een xanthofyl. In de natuur komt fucoxanthine voor in de chloroplasten van bruinwieren en nauw verwante groepen. Hier veroorzaakt de fucoxanthine de bruine tot olijfachtige kleur, omdat het vooral groen licht absorbeert.
Enkele studies op ratten en muizen, uitgevoerd op de Universiteit van Hokkaido, geven aan dat fucoxanthine vetverbranding in wit vetweefsel bevordert.